# (34809) 2001 SQ74
(34809) 2001 SQ74 es un asteroide perteneciente al cinturón de asteroides, descubierto el 19 de septiembre de 2001 por el equipo del Lowell Observatory Near-Earth-Object Search desde la Estación Anderson Mesa (condado de Coconino, cerca de Flagstaff, Arizona, Estados Unidos).

## Designación y nombre
Designado provisionalmente como 2001 SQ74. 

## Características orbitales
2001 SQ74 está situado a una distancia media del Sol de 3,024 ua, pudiendo alejarse hasta 3,231 ua y acercarse hasta 2,817 ua. Su excentricidad es 0,068 y la inclinación orbital 9,355 grados. Emplea 1920,36 días en completar una órbita alrededor del Sol.
Los próximos acercamientos a la órbita de Júpiter ocurrirán el 7 de abril de 2060, el 21 de mayo de 2069 y el 16 de mayo de 2107.
Pertenece a la familia de asteroides de (221) Eos.

## Características físicas
La magnitud absoluta de 2001 SQ74 es 13,93. 